# Ra’anan Alexandrowicz
Ra’anan Alexandrowicz (hebräisch רַעֲנָן אָלֶכְּסַנְדְּרוֹבִיץ׳; * 29. August 1969 in Jerusalem) ist ein israelischer Filmregisseur und Drehbuchautor.

## Biografie
Von 1991 bis 1996 studierte Alexandrowicz Filmwissenschaft an der Jerusalemer Sam Spiegel Film and Television School. Er führte zunächst Regie bei verschiedenen Musikvideoproduktionen und mehreren Dokumentarfilmen. 2003 entstand mit James' journey to Jerusalem sein erster Spielfilm.
Am 26. September 2005 wurde die Filmcrew und israelische Friedensaktivisten von Bewohnern des Außenpostens der Siedlung Chawat Maʿon angegriffen. Raʿanan Alexandrowicz wurde dabei von einem mit M-16-Sturmgewehr bewaffneten Siedler verprügelt. Teile der Filmausrüstung wurden entwendet.

## Filmografie
- 1996 – Rak B'Mikrim Bodedim, (internationaler Titel: Self Confidence Ltd, deutscher Titel: Selbstvertrauen GmbH), Drehbuch und Regie
- 1998 – Ansar 3
- 1999 – The far side of the tracks
- 1999 – Martin, Dokumentarfilm, der von einem Überlebenden des Konzentrationslagers Dachau handelt und dessen Zusammentreffen mit Touristen, die das ehemalige Lager in den 1990er Jahren besichtigen. Drehbuch und Regie
- 2001 – The Inner Tour (deutscher Titel: Fremde im eigenen Land): Dokumentarfilm, Video (Beta SP), 94 Minuten. Israelisch-palästinensische Koproduktion (Belfilm Ltd., Tel Aviv, und Dar Productions, Ramallah). Regie.
- 2003 – Massaʾot James Beʾeretz Hakodesh (internationaler Titel: James' journey to Jerusalem), Spielfilm. Drehbuch und Regie
- 2011 – The Law in These Parts, Dokumentarfilm, auf dem Sundance Film Festival als Beste ausländische Dokumentation ausgezeichnet[2]
- 2019 – The Viewing Booth, Dokumentarfilm, läuft bei Internationale Filmfestspiele Berlin 2020 im Forum[3]
- 2025 – Holding Liat, Dokumentarfilm, Weltpremiere während der 75. Berlinale

## Auszeichnungen
- Rak B'Mikrim Bodedim: Besondere Erwähnung der International Short Film Competition des International Festival of Young Cinema, Turin.
- Martin: 1999 Wolgin Award beim Jerusalem Film Festival als bester israelischer Dokumentarfilm.
- Inner Tour: 2001 Teilnahme am Forum 2001 der Berlinale; 2001 Ehrende Erwähnung als Bestes Dokumentarfeature beim Vancouver International Film Festival.
- Massa'ot James Be'eretz Hakodesh: 2003 Nominierung für den Award of the Israeli Film Academy als Best Director und Best Screenplay; 2003 Crystal Heart Award beim Heartland Film Festival; 2003 FIPRESCI Prize und Films from the South Award beim Oslo Films from the South Festival; 2003: Goldene Palme beim Valencia Festival of Mediterranean Cinema; 2004 Golden Rosa Camuna-Preisträger beim Bergamo Film Meeting.